# Le Plessis-Patte-d'Oie
Le Plessis-Patte-d'Oie é uma comuna francesa na região administrativa de Altos da França, no departamento de Oise. Estende-se por uma área de 2,82 km². Em 2010 a comuna tinha 103 habitantes (densidade: 36,5 hab./km²).